# Miguel Bilbatúa
Miguel Ángel Bilbatúa Pérez (Guecho, Vizcaya, 1942 - Madrid, 30 de marzo de 1997) fue un editor y periodista español. Vinculado desde muy joven al Partido Comunista de España, diputado autonómico de la Comunidad de Madrid por Izquierda Unida (coalición electoral formada por el Partido Comunista y otros partidos de izquierda).

## Biografía
Miguel Ángel Bilbatúa fue periodista ante todo. Militante del PCE desde 1964, Bilbatúa luchó en la clandestinidad contra la dictadura franquista.
Profesional de TVE, dirigió el semanario Cuadernos para el Diálogo, una publicación de gran prestigio en los años de la transición democrática, codirigió la colección Libros de Teatro y fue premio Nacional de Teatro a la mejor labor editorial.
Tras colaborar intensamente en la difusión del periódico y revista Mundo Obrero, órgano oficial del Partido Comunista de España, fue su director desde 1991 hasta su muerte. Entre otros cargos, fue miembro del Comité Central del Partido Comunista de Madrid, de la comisión permanente del Comité Federal del PCE y del Consejo Político y la Presidencia de IU-Madrid. 
En 1995 fue elegido diputado autonómico por Izquierda Unida en la Asamblea de Madrid.
De estado civil separado y con dos hijas, falleció en Madrid el 30 de marzo de 1997 y fue enterrado en el cementerio de Guecho (Vizcaya), su localidad natal.